# Technische universiteit van Luleå
De Technische universiteit van Luleå (Zweeds: Luleå tekniska universitet, LTU) is een universiteit in Zweden. Het is de noordelijkst gelegen technische universiteit van Scandinavië. 

## Beschrijving
De universiteit heeft vier locaties in de noordelijke Zweedse provincies Norrbottens län en Västerbottens län:
- Luleå (hoofdlocatie)
- Kiruna (ruimtewetenschap), gedeeld met het Instituut voor Ruimtefysica
- Skellefteå (houttechniek en computerspeltechniek), gedeeld met de Universiteit van Umeå
- Piteå (muziek en media)

LTU heeft zo'n 19.000 studenten en 1.600 academische medewerkers, waarvan 83 hoogleraren. De universiteit is hoofdzakelijk gericht op techniek, maar biedt ook opleidingen voor leraren en verplegers en opleidingen in muziek, theater, media en sociale wetenschappen. Het heeft 17 masterprogramma's in verschillende vakgebieden, waaronder civiele techniek en ruimtevaartuigontwerp.
De onderzoeksactiviteiten worden ingedeeld in 53 technische en 16 andere onderzoeksgebieden. In totaal genereerden de onderzoeksactiviteiten een jaarlijkse omzet van meer dan 800 miljoen Zweedse kronen (ongeveer 90 miljoen euro). In totaal heeft de universiteit een jaarlijkse omzet van 1,5 miljard kronen (ongeveer 170 miljoen euro).
Aandachtsgebieden van het onderzoek aan LTU zijn onder meer mijnbouw, metallurgie en milieuvriendelijke technologie. In 1992 werd een nieuw, milieuvriendelijker type cement ontwikkeld aan LTU, energiegemodificeerd cement (Engels: Energetically modified cement, EMC). LTU vormde in 2011, samen met drie andere Zweedse universiteiten, een samenwerkingsverband rond milieuvriendelijke en duurzame bouwtechniek onder de naam Sveriges Bygguniversitet (SBU) oftewel Swedish Universities of the Built Environment.

## Geschiedenis
De universiteit werd opgericht op 1 juni 1971 als Högskoleenheten i Luleå ("Hogeschooleenheid van Luleå"). De naam veranderde later in Högskolan i Luleå ("Hogeschool van Luleå"). In 1977 fuseerde ze met de lerarenopleidingen Lärarhögskolanen en Förskoleseminariet, en in 1978 met de muziekopleiding Musikhögskolan i Piteå.
In 1997 verleende de Zweedse overheid de hogeschool status als universiteit, waarbij het de huidige naam kreeg. 